# アーデルツハウゼン
アーデルツハウゼン (ドイツ語: Adelzhausen) はドイツ連邦共和国バイエルン州シュヴァーベン行政管区のアイヒャッハ＝フリートベルク郡に属す町村（以下、本項では便宜上「町」と記述する）で、ダージング行政共同体を構成する自治体の一つである。

## 地理
アーデルツハウゼンはアウクスブルク地方エックナッハ川沿い、すなわちアイヒャッハ＝フリートベルク郡東部に位置し、アウクスブルクから東に約15kmにあたる。

### 自治体の構成
この町は、公式には9つの地区 (Ort) からなる。このうち小集落や孤立農場などを除く集落を以下に列記する。
- アーデルツハウゼン
- ブルクアーデルツハウゼン
- ヘレツハウゼン
- イルシェンホーフェン
- ラントマンスドルフ

## 歴史

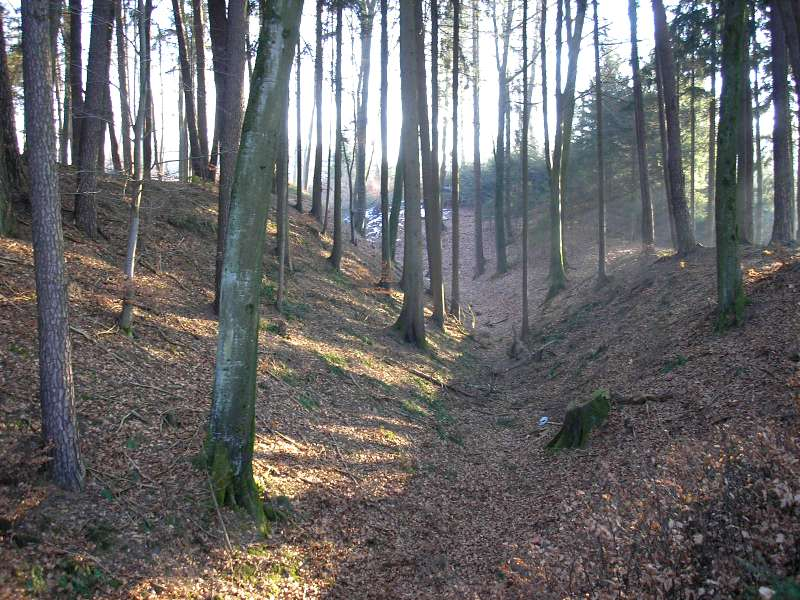
アーデルハウゼン城趾

この町は782年のフライジング司教への贈与書に "Adalhelmshusir" として初めて記録されている。アーデルツハウゼンは後にバイエルン選帝侯領のミュンヘン会計局およびアイヒャッハ裁判所に属した。バイエルンの行政改革に伴う1818年の市町村令により現在の自治体が成立した。
アーデルツハウゼンとその近郊には、いずれも建物は遺っていないが、中世の城址（アーデルツハウゼン城趾とベッカーベルク城趾）がある。

### 人口推移
- 1970年 862人
- 1987年 1,084人
- 2000年 1,431人

## 行政

### 議会
町議会は12人の議員からなる。

### 町長
町長は、2008年5月からローレンツ・ブラウン (Parteilose Wählergemeinschaft) が務めている。

### 紋章
図柄: 赤地に水平に置かれたミュールアイゼン（水車のハブ部分の金具で、水車による作業を象徴する紋章デザイン）、その上に金の嘴を持つ銀の鷲の半身。

## 文化と見所

### 建築
- ヘレツハウゼンの聖ラウレンツィウス教会

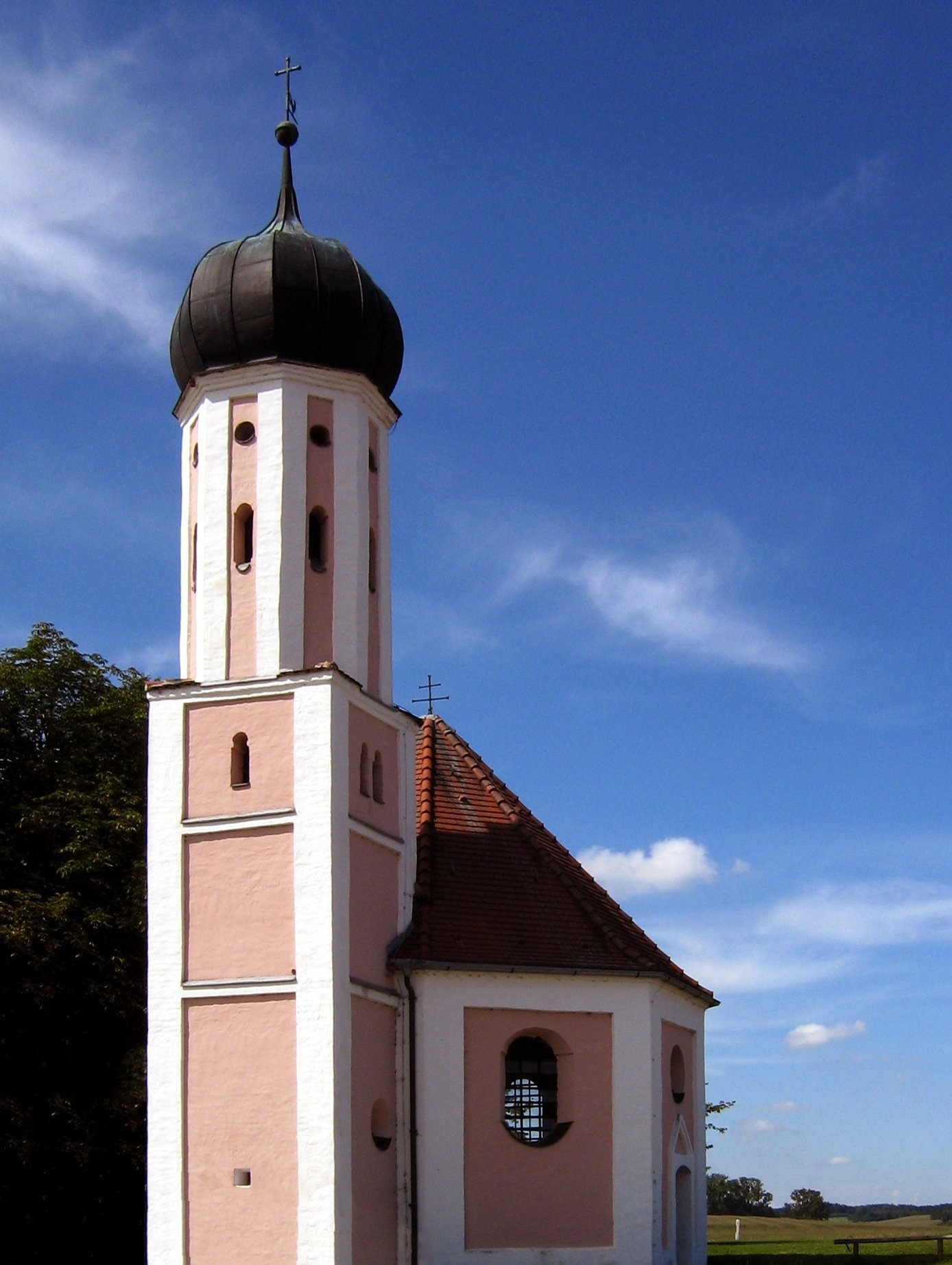
聖ザルヴァートル礼拝堂

- ヴァインスバッハの聖ヨハネ・グアルベルトゥス教会
- アーデルツハウゼンの聖エリーザベト教会
- ヘレツハウゼンの聖レオンハルト教会
- ブルクアーデルツハウゼンの聖ネポムク教会
- ラントマンスドルフの聖ゼバスティアン教会
- アウトバーン沿いの聖ザルヴァートル礼拝堂

### 交通
この町は、連邦アウトバーンA8号線沿いに位置し、同名のインターチェンジがある。

### 教育
- 国民学校 1校

## 引用
1. ↑  https://www.statistikdaten.bayern.de/genesis/online?operation=result&code=12411-003r&leerzeilen=false&language=de Genesis-Online-Datenbank des Bayerischen Landesamtes für Statistik Tabelle 12411-003r Fortschreibung des Bevölkerungsstandes: Gemeinden, Stichtag (Einwohnerzahlen auf Grundlage des Zensus 2011)
2. ↑  Bayerische Landesbibliothek Online